# Gregory Hlady
Gregory Hlady (ukrainisch Григорій Степанович Гладій Hryhorij Stepanowytsch Hladij; * 4. Dezember 1954 in Chorostkiw, Oblast Ternopil, Ukrainische SSR), auch Grigorij Gladij, ist ein ukrainischer Schauspieler und Theaterregisseur.

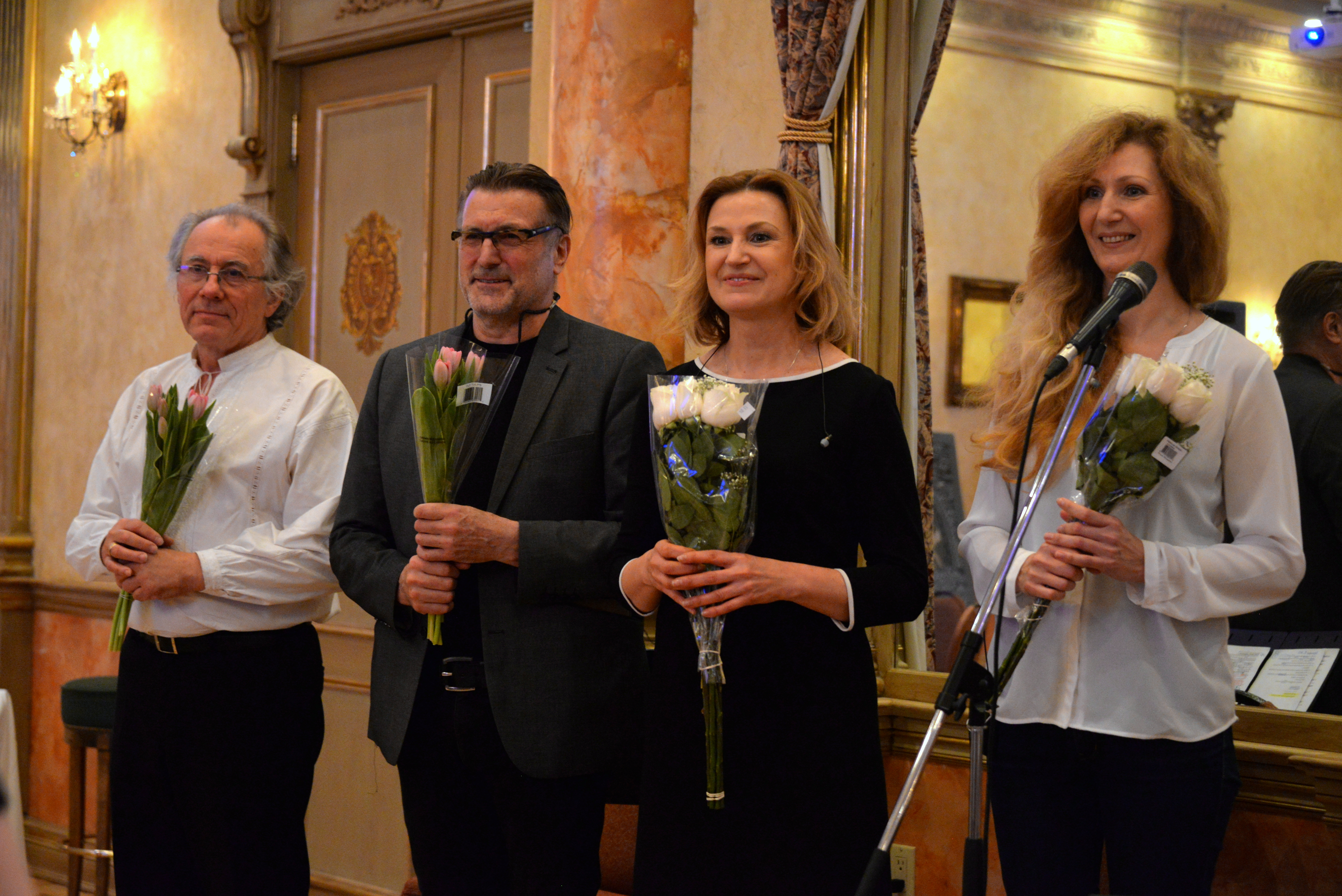
Victor Morozov, Gregory Hlady und die Telnyuk-Schwestern bei einem Konzert in Toronto

## Leben
Gregory Hlady verbrachte seine Schulzeit in Lwiw und zog anschließend nach Kiew. Dort erhielt er ab 1976 im Karpenko-Karyi Theater Institute Schauspielunterricht. Er singt (Bariton und Bass), tanzt, spielt Gitarre und kann Fechten. Auf der Theaterbühne war er von 1980 bis 1981 in Kiew in der Rolle des Cyrano in Cyrano de Bergerac zu sehen. Von 1984 bis 1987 wurde er in Moskau am Moscow Theatrical Institut ausgebildet, wo er vom russischen Regisseur Anatoli Wassiljew Regieunterricht bekam. 1988 gewann Hlady als bester Schauspieler für den auf einer Vorlage von Pawel Bagrjak (Pseudonym eines Autorenkollektivs) beruhenden Film Der Abtrünnige (Otstupnik) beim Sitges Festival Internacional de Cinema de Catalunya. Als Schauspieler und Regisseur bekam er Schwierigkeiten mit den sowjetischen Behörden, deshalb verließ er Kiew im Jahr 1989 und kam nach Tallinn in Estland. 1990 spielte er im Stück Sechs Personen suchen einen Autor von Luigi Pirandello in Montreal. Dort und in Brüssel trat er als Joseph K. in Franz Kafkas Amerika auf. Von 1990 bis 1991 verkörperte er in Shakespeares Macbeth die Rolle des Macduff. Für Harold Pinters The Homecoming erhielt Hlady 1992 den Québecer Kritikerpreis für die beste Theaterregie. In Lausanne in der Schweiz führte er bei Der Idiot von Dostojewski Regie, in Montreal bei Eugène Ionescos Der König stirbt (Le roi se meurt) und bei Elektra von Sophokles. Hlady spricht verschiedene Sprachen und schauspielert in Englisch, Französisch, Polnisch, Russisch, Ukrainisch, Litauisch, Italienisch und Deutsch. Er leitete Schauspielklassen in Kanada, Österreich, Belgien, Italien und Deutschland. Im Jahr 2000 spielte er in Vassilievs Theatergruppe den Salieri in Mozart und Salieri von Puschkin in der Stadt Rom.
Im Spionagefilm The Palmer Files: Der Rote Tod  (1995), einer Romanverfilmung von Len Deighton mit Michael Caine und Jason Connery, ist Hlady in zwei Szenen als russischer Polizist zu sehen. Im Spionagethriller The Assignment – Der Auftrag (1997) von Regisseur Christian Duguay mit Aidan Quinn und Donald Sutherland stellte er in einer kleinen Rolle einen KGB-Mitarbeiter dar. Es folge eine kleine Nebenrolle als Angestellter eines Auktionshauses im Filmdrama Die rote Violine (1998), das für die Originalmusik von John Corigliano mit dem Oscar ausgezeichnet wurde. In einer weiteren Nebenrolle spielte Hlady einen russischen Übersetzer in Die andere Seite des Mondes (2003) von und mit Robert Lepage. Im Filmdrama Manners of Dying (2004) bereitete er in einer mittelgroßen Nebenrolle als Koch dem Todeskandidaten, gespielt von Roy Dupuis, die letzten Mahlzeiten zu.
Gregory Hlady lebt seit 1990 im kanadischen Montreal. Manchmal wird er auch unter den Namen Grigori Gladij bzw. Grigorij Gladyij aufgelistet.

## Filmografie (Auswahl)
- 1987: Der Abtrünnige (Otstupnik)
- 1990: Leningrad, November (Leningrad. Noyabr)
- 1991: Anna Karamazoff
- 1994: Im Zug der Leidenschaft (Mouvements du désir)
- 1994: Mrs. Parker und ihr lasterhafter Kreis (Mrs. Parker and the Vicious Circle)
- 1995: The Palmer Files: Der Rote Tod bzw. Peking Express (Bullet to Beijing)
- 1995: Kung Fu – Im Zeichen des Drachen (Kung Fu: The Legend Continues) (Folge: Cruise Missiles)
- 1996: Der ideale Mann (L'Homme idéal)
- 1997: The Assignment – Der Auftrag (The Assignment)
- 1997: Hysteria
- 1998: Nikita (La Femme Nikita) (Folge 2.06: Einsame Entscheidung bzw. Mandatory Refusal)
- 1998: Die rote Violine (The Red Violin)
- 1998: Alchimie der Liebe (Quelque chose d'organique)
- 2002: Der Anschlag (The Sum of All Fears)
- 2003: Die andere Seite des Mondes (La face cachée de la lune)
- 2004: Jack Paradise
- 2004: Manners of Dying
- 2006: Délivrez-moi